# Freies Radio Salzkammergut
Freies Radio Salzkammergut (FRS) ist ein österreichischer Radiosender.

## Geschichte und Inhalte
Seit 31. März 1999 gestalten zirka 130 Sendungsmacher mehr als 75 Sendungen im Tages-, Wochen- und Monatsrhythmus sowie in verschiedenen Sprachen. Neben diesen Programmen im offenen Zugang produziert das FRS ein Infomagazin, einen täglichen Veranstaltungskalender sowie verschiedene projektbezogene Formate.
Mit dem offenen Zugang und mehreren Ausbildungsangeboten bildet das Freie Radio einen Lernort für die Vermittlung journalistischer, technischer und sozialer Kompetenzen. Das FRS Programm ist ein 24-Stunden-Vollprogramm, stellt eine publizistische Ergänzung der regionalen Berichterstattung dar und bildet einen Beitrag zur Meinungs- und Medienvielfalt im Salzkammergut.
Die Informationsproduktion erfolgt nach dem „Bottom-Up“-Prinzip und ist durch die Radiomacher in den einzelnen Orten und Kleinregionen verankert. Diese direkte Form der Berichterstattung fördert Teilhabe, Mitsprache und Selbstermächtigung der Bevölkerung.
Seit 2010 betreibt das FRS ein Außenstudio in Vöcklabruck. Die ersten Jahre mit dem Otelo in der alten Landesmusikschule Vöcklabruck beheimatet, sendet das FRS seit 2017 ein Außenstudio – von den Redakteuren „Radionest“ genannt im Offenen Kulturhaus Vöcklabruck. Das Radionest bietet niederschwellige Produktionsbedingungen und besteht aus einem Sendestudio sowie einem Schnittraum zur Bearbeitung von Beiträgen.
Das FRS bespielt ein Netz aus sieben Sendeanlagen, verfügt über eine technische Reichweite von zirka 240.000 Menschen sowie eine effektive Tagesreichweite von 6,2 %. Installation, Wartung und Umbau der Sender werden in Eigenregie durchgeführt.
Mit dem Studio in Bad Ischl, dem Außenstudio in Vöcklabruck, einem Radioraum in Gmunden und Sendeanlagen in Oberösterreich, Salzburg sowie der Steiermark hat sich das Radio zu einem Kulturbetrieb mit integrativem Potential entwickelt. Zahlreiche Kooperationen mit Bildungseinrichtungen, Kulturvereinen und Bürgerinitiativen unterstreichen die Entwicklung des Senders.
Freies Radio Salzkammergut ist Mitglied im Verband Freier Rundfunk Österreich (VFRÖ). Der Sender ist dem Ehrenkodex für die österreichische Presse verpflichtet.

## Redaktion
Wir verstehen unseren redaktionellen Output als verantwortungsvollen Journalismus und einen Beitrag zur Regionalentwicklung. Als Komplementärmedium besetzen wir eine Nische, indem wir unseren Informationsauftrag ernst nehmen und an einer konstruktiven Wissensvermittlung für das Publikum interessiert sind. Unsere Konzentration liegt dabei auf dem Prinzip der publizistischen Ergänzung und wir greifen jene Themen auf, die von anderen regionalen Medien vernachlässigt werden: die Herausforderungen der Digitalisierung und des Klimawandels, der Umgang mit den natürlichen Ressourcen, die brennende Frage des Verkehrs und der Raumentwicklung in einer Region, die vom Tourismus und seinen Verwertungslogiken dominiert wird.
Wir setzen aber auch inhaltliche Schwerpunkte rund um Fragen der Kultur-, Sozial- und Bildungspolitik sowie die Themen regionale Baukultur und Literatur. Unsere Redaktion stellt Fragen zur Medienpolitik in Europa und untersucht deren Zusammenhang mit demokratischen Prozessen. Wir bemühen uns also um einen ernsthaften Beitrag zur Information unserer Hörenden vor Ort und versuchen gleichzeitig hörbar zu machen, inwiefern sich internationale Entwicklungen in einem regionalen Kontext abbilden. Unaufgeregt, sachlich, klar und kritisch vermitteln wir Geschehnisse und diesem Zugang fühlen wir uns als Redaktion ganzheitlich verpflichtet. Daher verzichten wir in unserer redaktionellen Arbeit auf einschlägige Meinungsbildung und griffige Headlines. Der Verein Freies Radio Salzkammergut ist kein politischer Akteur im Geschäft der Tagespolitik. Wir bemühen uns vielmehr um eine Berichterstattung, welche die Region zwar fokussiert, sich aber von den geographischen Grenzen des Salzkammerguts nicht einengen lässt. Uns geht es um Details und Hintergründe, um größere Zusammenhänge und internationale Diskurse. In all unseren redaktionellen Arbeiten erheben wir den Anspruch einem breiten Bildungsauftrag gerecht zu werden. Gerade die Förderung aus dem Nichtkommerziellen Rundfunk Fonds hilft uns dieser wichtigen Aufgabe mit der nötigen Unabhängigkeit und Ausgewogenheit nachzukommen!

### Redaktionelle Formate
Der Widerhall – das FRS Infomagazin:
Der Widerhall berichtet in Form von Interviews, Reportagen, Features, Meinungsumfragen und (live) Studiodiskussionen über regionale sowie überregionale Themen und bringt Beiträge, die von der Berichterstattung über Kulturinitiativen und soziokulturelle Einrichtungen, über regionale Klima- und Baupolitik bis hin zu den gesellschaftlichen Auswirkungen der Digitalisierung reichen. Der Widerhall ist ein moderiertes Format, das aus mehreren produzierten Beiträgen bestehen kann. Ziel ist es, durch die Auswahl kontroverser Themen Diskurs anzuregen und Dialog zu fördern. Im Zentrum der redaktionellen Arbeit steht das Prinzip der publizistischen Ergänzung. Der Widerhall wird sowohl von angestellten Mitarbeitenden des Vereins als auch von freien Redakteuren aus dem offenen Zugang gestaltet und ist inhaltlich sowie finanziell unabhängig. Der Widerhall nutzt durch Regionalität einen Erfolgsfaktors des Radios: es werden konkrete Zielgruppen angesprochen. Sein Wiedererkennungswert – stellt einen der großen Trümpfe unseres Radios dar. Sämtliche Magazine können im Widerhall Archiv (seit 2008, mehr als 1000 Beiträge) nach-gehört und aus dem Netz geladen werden. Das Widerhall Archiv ist das Gedächtnis, das Erinnerungsvermögen des Magazins - leicht zugänglich und barrierefrei, gratis und ohne autoritäre Expertise.
Kino- & Kulturkalender:
Der Kinokalender des FRS macht Montag den Auftakt in eine neue Woche. Im Rahmen des Kinokalenders werden Filme aus den regionalen Programmkinos des Sendegebiets des FRS vorgestellt und terminlich angekündigt. Der FRS-Kulturkalender kündigt Veranstaltungen aus dem Sendegebiet an und bietet für Initiativen & Kulturvereine die Möglichkeit, Veranstaltungen ON AIR zu bringen. Der Kulturkalender wird Dienstag und Mittwoch ausgestrahlt.
Radio Libre Regional – Menschen, Geschichten, Initiativen:
Diese Sendereihe berichtet von Menschen und Initiativen, die Geschichten zu erzählen haben, deren Projekte Impulse geben und zur Entwicklung regionaler Lebenswelten beitragen. Menschen und Initiativen, die im sozialen Bereich, im kulturellen Leben, in der Wirtschaft oder auch im politischen Bereich das gesellschaftliche Zusammenleben mitgestalten. Von FoodCoops, über die Forschung des Naturhistorischen Museums am Hallstätter Salzberg, von kleinstrukturierter Landwirtschaft über innovative Projekte der Regionalentwicklung Schüler:innenradio – Vermittlung von Medienkompetenz Wir begleiten Schulklassen bei der Erarbeitung eines Themas für eine Radiosendung, informieren über die Herkunft und Perspektiven Freier Radios, schulen die Kinder im Umgang mit Aufnahmegeräten, Mikrophonen und Kopfhörern, begleiten im Rahmen der Aufnahmen und bearbeiten die Beiträge am Computer. Die Kinder erhalten Einblicke in die Bereiche Technik, Audio-Schnitt und Moderation von Radiosendungen. Sie sammeln auf diesem Weg Erfahrungen im Umgang mit Medien und erleben insbesondere das Freie Radio als gestaltbares Ausdrucksmittel und demokratisches Sprachrohr. Schulradio ist ein Beispiel wie Unterrichtsinhalte in der Schule so vermittelt werden können, dass Kinder sich möglichst viel davon mitnehmen. Die jahrelangen Bemühungen in diesem Bereich werden durchaus wertgeschätzt. Insgesamt wurden die Schüler diverser Schulen gemeinsam mit dem FRS bereits sechs Mal mit dem „mla – media literacy award“ prämiert. Mit diesem Award werden jährlich die besten und innovativsten medienpädagogischen Projekte an europäischen Schulen ausgezeichnet. Mit diesem Qualitätsanspruch werden wir uns auch 2023 wieder einem besonderen Teil unserer Radioarbeit widmen und diesen sukzessive in den kommenden Jahren ausbauen.

## Ausbildung
Das Radio hat umfangreiche medienpädagogische Ausbildungen und Workshops für verschiedene Altersgruppen entwickelt. Das Angebot reicht von Ausbildungen für Moderation, Schnitt, Promotion bis zu journalistischen Fertigkeiten. Mehr als 120 Personen absolvierten 2023 die Kurse.

## Frequenzen
- 89,6 MHz: St. Gilgen, Strobl, St. Wolfgang, Fuschl
- 94,0 MHz: Jainzen, Bad Ischl
- 100,2 MHz: Bad Ischl, Bad Goisern, Ebensee
- 104,2 MHz: Bad Aussee, Altaussee, Grundlsee
- 105,9 MHz: Obertraun, Hallstatt
- 106,0 MHz: Ebensee, Rindbach
- 107,3 MHz: Gmunden, Vöcklabruck
- 107,5 MHz: Gosau, Rußbach, Dachstein

## Auszeichnungen
- 2009: Erwin Wenzl Preise, Kategorie SchülerInnen
- 2009: Eurasmus Euro Media Award, Country Medal 2009
- 2010: Kleiner Kulturpreis des Landes Oberösterreich für Initiative Kulturarbeit[1]
- 2011.2012,2013 Ö1 Schulradiopreise
- 2014, 2015, 2016, 2021: Radiopreis der Erwachsenenbildung[2]
- 2016: Demokratiepreis der Margaretha Lupac Stiftung des Österreichischen Parlaments[3][4]